# Treze Tílias
Treze Tílias (Dreizehnlinde in tedesco) è un comune del Brasile nello Stato di Santa Catarina, parte della mesoregione dell'Oeste Catarinense e della microregione di Joaçaba.
Fondata il 13 ottobre 1933 da immigrati tirolesi, la città presenta architetture tipiche austriache. Oltre al portoghese, una parte della popolazione parla la variante sud-bavarese del tedesco.
Tipica è la festa tirolese che si svolge annualmente all'insegna delle bandiere e delle tradizioni del Tirolo.